# Ornithomya ambigua
Ornithomya ambigua är en tvåvingeart som först beskrevs av Lutz, Neiva och Lima 1915.  Ornithomya ambigua ingår i släktet Ornithomya och familjen lusflugor. Inga underarter finns listade i Catalogue of Life.